# Ichneumon asiaticus
Ichneumon asiaticus är en stekelart som beskrevs av Per Abraham Roman 1926. Ichneumon asiaticus ingår i släktet Ichneumon och familjen brokparasitsteklar. Inga underarter finns listade i Catalogue of Life.